# ستاره بارنارد
ستارهٔ بارنارد(به انگلیسی: Barnard's Star) (ˈbɑrnɚd) یک ستارهٔ فوق سبک است که در فاصلهٔ ۶ سال نوری از زمین و در صورت فلکی مارافسای قرار دارد. این ستاره پس از سامانهٔ دوتایی قنطورس، نزدیک‌ترین ستاره به خورشید است. بارنارد به نام لاتین Velox Barnardi هم خوانده می‌شود. پیش‌بینی شده‌است که پایونیر ۱۰ حدود ۱۰ هزار سال بعد از امروز، با ۳٫۸ سال نوری فاصله از ستاره بارنارد عبور می‌کند.